# Ingrid Gamarra Martins
| jaar | rang enkelspel | rang dubbelspel |
| ---- | -------------- | --------------- |
| 2014 | 837            | 676             |
| 2015 | 769            | 709             |
| 2016 | 765            | 650             |
| 2017 | –              | 799             |
| 2019 | 688            | 635             |
| 2020 | 494            | 448             |
| 2021 | 485            | 376             |
| 2022 | 560            | 132             |
| 2023 | 1262           | 47              |

Dit is een Portugese naam; Gamarra is de moedernaam en Martins is de vadernaam.
Ingrid Gamarra Martins (Rio de Janeiro, 22 augustus 1996) is een tennisspeelster uit Brazilië. Gamarra Martins speelt rechtshandig en heeft een tweehandige backhand. Zij is actief in het internationale tennis sinds 2012.

## Loopbaan

### Enkelspel
Gamarra Martins debuteerde in 2012 op het ITF-toernooi van São Paulo (Brazilië). Zij stond in 2016 voor het eerst in een finale, op het ITF-toernooi van Charleston (VS) – zij verloor van de Amerikaanse Nicole Coopersmith. In 2019 veroverde Gamarra Martins haar eerste titel, op het ITF-toernooi van Cancún (Mexico), door landgenote Thaisa Grana Pedretti te verslaan. Tot op heden(september 2024) won zij vier ITF-titels, de meest recente in 2020 in Cancún (Mexico).

### Dubbelspel
Gamarra Martins behaalde in het dubbelspel betere resultaten dan in het enkelspel. Zij debuteerde in 2012 op het ITF-toernooi van São Paulo (Brazilië), samen met landgenote Raquel Piltcher. Zij stond in 2014 voor het eerst in een finale, op het ITF-toernooi van São José do Rio Preto (Brazilië), samen met landgenote Carolina Alves – zij verloren van het Braziliaanse duo Maria Fernanda Alves en Paula Cristina Gonçalves. In 2015 veroverde Gamarra Martins haar eerste titel, op het ITF-toernooi van Ribeirão Preto (Brazilië), samen met de Oekraïense Valerija Strachova, door het Argentijnse duo Melina Ferrero en Carla Lucero te verslaan. Tot op heden(september 2024) won zij elf ITF-titels, de meest recente in 2023 in Oeiras (Portugal).
In 2015 speelde Gamarra Martins voor het eerst op een WTA-hoofdtoernooi, op het toernooi van Rio de Janeiro, samen met landgenote Carolina Alves. Zij stond in 2022 voor het eerst in een WTA-finale, op het toernooi van Montevideo, samen met landgenote Luisa Stefani – hier veroverde zij haar eerste titel, door het koppel Quinn Gleason en Elixane Lechemia te verslaan.
In 2023 had zij haar grandslamdebuut op Roland Garros, met Iryna Sjymanovitsj aan haar zijde – zij bereikten er de tweede ronde. Drie weken later won zij haar tweede WTA-titel, op het toernooi van Bad Homburg, geflankeerd door Lidzija Marozava. Aansluitend bereikte zij met Marozava de derde ronde op Wimbledon. In oktober wist zij door te dringen tot de halve finale op het WTA 1000-toernooi van Peking, samen met landgenote Luisa Stefani – daarmee haakte zij nipt aan bij de top 50 van de wereldranglijst.
In september 2024 won Gamarra Martins haar derde WTA-titel, op het WTA 125-toernooi van Montreux, samen met haar voormalige tegenstandster Quinn Gleason. Met de zelfde partner pakte zij in november haar vierde WTA-titel, in Mérida.
Haar hoogste notering op de WTA-ranglijst is de 47e plaats, die zij bereikte in november 2023.

## Resultaten grandslamtoernooien
| Legenda | Legenda                          |
| ------- | -------------------------------- |
| g.t.    | geen toernooi gehouden           |
| l.c.    | lagere categorie                 |
| –       | niet deelgenomen                 |
| G       | uitgeschakeld in de groepsfase   |
| 1R      | uitgeschakeld in de eerste ronde |
| 2R      | uitgeschakeld in de tweede ronde |
| 3R      | uitgeschakeld in de derde ronde  |
| 4R      | uitgeschakeld in de vierde ronde |
| KF      | uitgeschakeld in de kwartfinale  |
| HF      | uitgeschakeld in de halve finale |
| F       | de finale verloren               |
| W       | het toernooi gewonnen            |
| w-v     | winst/verlies-balans             |

### Enkelspel
geen deelname

### Vrouwendubbelspel
| toernooi        | 2023 | 2024 |
| --------------- | ---- | ---- |
| Australian Open | –    | 1R   |
| Roland Garros   | 2R   | 1R   |
| Wimbledon       | 3R   | 1R   |
| US Open         | 1R   | –    |

## Palmares
| Legenda                 |
| ----------------------- |
| Grandslamtoernooi       |
| Olympische Spelen       |
| Year-End Championships  |
| Premier Mandatory       |
| Premier Five / WTA 1000 |
| Premier / WTA 500       |
| International / WTA 250 |
| Challenger / WTA 125    |

### WTA-finaleplaatsen enkelspel
geen

### WTA-finaleplaatsen vrouwendubbelspel
| nr.              | finale     | toernooi          | ondergrond | partner          | tegenstandsters                    | score            |         |
| ---------------- | ---------- | ----------------- | ---------- | ---------------- | ---------------------------------- | ---------------- | ------- |
| gewonnen finales |            |                   |            |                  |                                    |                  |         |
| 1.               | 2022-11-26 | WTA Montevideo    | gravel     | Luisa Stefani    | Quinn Gleason Elixane Lechemia     | 7-5, 6-7, [10-6] | details |
| 2.               | 2023-07-02 | WTA Bad Homburg   | gras       | Lidzija Marozava | Eri Hozumi Monica Niculescu        | 6-0, 7-6         | details |
| 3.               | 2024-09-08 | WTA Montreux      | gravel     | Quinn Gleason    | María Lourdes Carlé Simona Waltert | 6-3, 4-6, [10-7] | details |
| 4.               | 2024-11-03 | WTA Mérida        | hardcourt  | Quinn Gleason    | Magali Kempen Lara Salden          | 6-4, 6-4         | details |
| 5.               | 2025-06-15 | WTA Grado         | gravel     | Quinn Gleason    | Veronika Erjavec Dominika Šalková  | 6-2, 5-7, [10-5] | details |
| 6.               | 2025-07-13 | WTA Contrexéville | gravel     | Quinn Gleason    | Emily Appleton Isabelle Haverlag   | 6-1, 7-6         | details |
| verloren finales |            |                   |            |                  |                                    |                  |         |
| 1.               | 2023-05-26 | WTA Rabat         | gravel     | Lidzija Marozava | Sabrina Santamaria Jana Sizikova   | 6-3, 1-6, [8-10] | details |
| 2.               | 2024-05-18 | WTA Parma         | gravel     | Elixane Lechemia | Anna Danilina Irina Chromatsjova   | 1-6, 2-6         | details |
| 3.               | 2024-08-17 | WTA Barranquilla  | hardcourt  | Quinn Gleason    | Jessica Failla Hiroko Kuwata       | 6-4, 6-7, [7-10] | details |
| 4.               | 2025-06-07 | WTA Bari          | gravel     | Quinn Gleason    | Maria Kozyreva Iryna Sjymanovitsj  | 6-3, 4-6, [7-10] | details |

### Gewonnen ITF-toernooien enkelspel
| nr. | finale     | toernooi | dotatie | ondergrond | tegenstandster in finale | score         |
| --- | ---------- | -------- | ------- | ---------- | ------------------------ | ------------- |
| 1.  | 2019-07-07 | Cancún   | $15.000 | hardcourt  | Thaisa Grana Pedretti    | 7-6, 7-6      |
| 2.  | 2019-08-18 | Cancún   | $15.000 | hardcourt  | Emilie Lindh             | 6-1, 6-3      |
| 3.  | 2020-02-02 | Cancún   | $15.000 | hardcourt  | Taylor Ng                | 6-3, 6-2      |
| 4.  | 2020-02-09 | Cancún   | $15.000 | hardcourt  | Verena Meliss            | 6-7, 7-5, 6-4 |